# Кампос, Кристобаль
Кристо́баль Алеха́ндро Ка́мпос Ве́лис (исп. Cristóbal Alejandro Campos Véliz; род. 27 августа 1999, Сантьяго) — чилийский футболист, вратарь клуба «Универсидад де Чили» и сборной Чили.

## Клубная карьера
Кампос — воспитанник клуба «Универсидад де Чили». 24 июня 2021 года в поединке Кубка Чили против «Сан-Луис Кильота» Кристобаль дебютировал за основной состав. 25 июля в матче против «Курико Унидо» он дебютировал в чилийской Примере.

## Международная карьера
В 2019 году Фернандес в составе молодёжной сборной Чили принял участие в домашнем молодёжном чемпионате Южной Америки. На турнире он был запасным и на поле не вышел. 
12 июня 2023 года в товарищеском матче против сборной Кубы Сальвидия дебютировал за сборную Чили.